# 西落鬼戎
西落鬼戎，是商周时期在今山西省西北部的强大部落。
據《竹書記年》，周王季伐西落鬼戎，俘二十翟王。或说即是鬼方，钱穆认为他们就是犬戎。商王武乙时期，周国是商朝西部迅速兴起的诸侯国，周王季历在位时，国都已迁到岐（今陕西扶风、岐山交界处）。季历继承父王古公亶父事业，修明政治，发展经济，开拓国土，国力大为增强。西落鬼戎分居西部，经常侵商、攻周，掠夺人畜财物。武乙三十四年，季历先朝拜商帝武乙，得武乙赐地三十里，玉十珏、马八匹，并迎娶商境内挚国任姓女为妻，得到商朝的支持。武乙三十五年，季历便调集大批周军，进攻西落鬼戎，一举击敗西落鬼戎军，擒获其20个部落首领，保卫了周国的安全，确保了商朝西部的安宁。